# Joseph Knabl

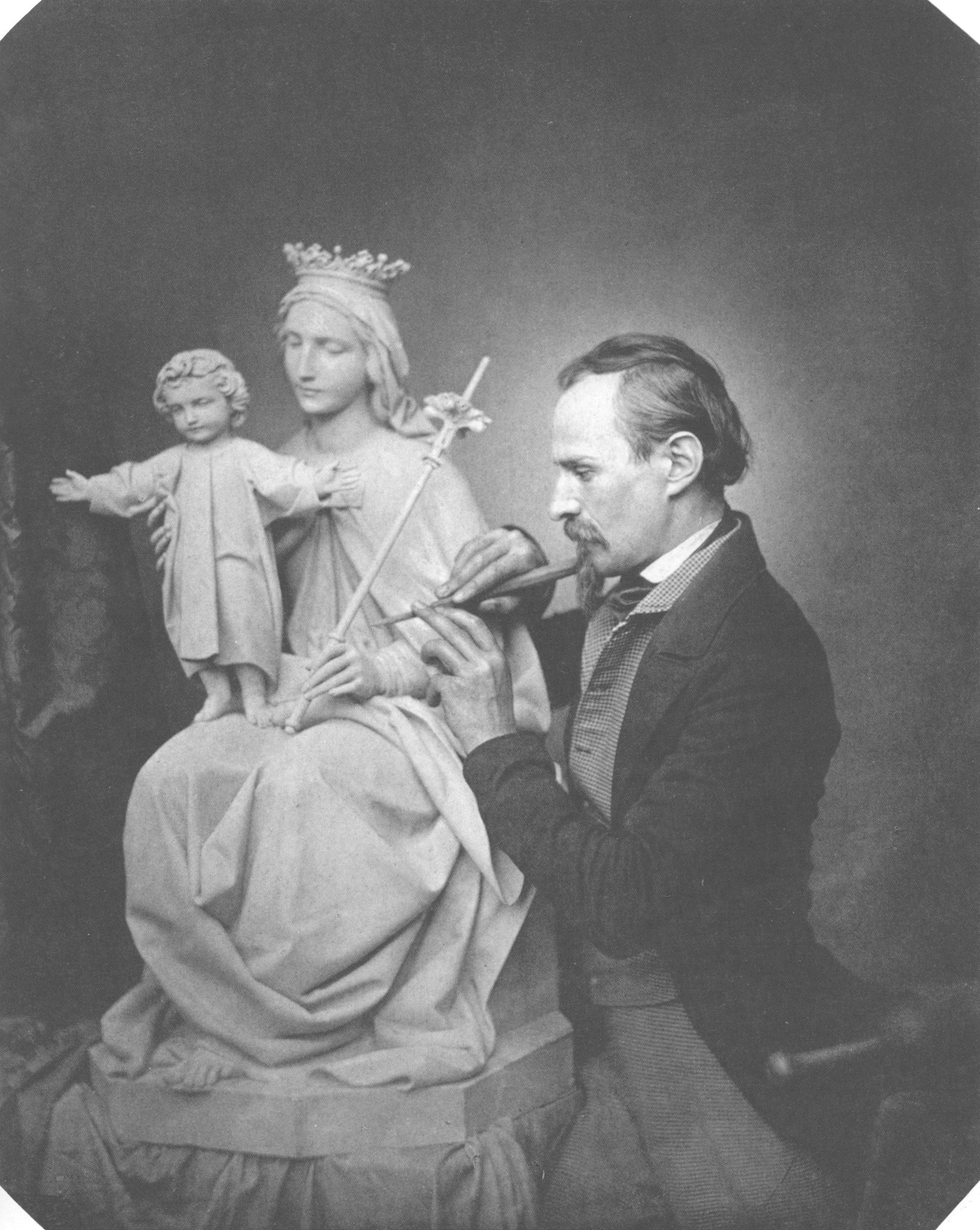
Joseph Knabl, ca. 1860

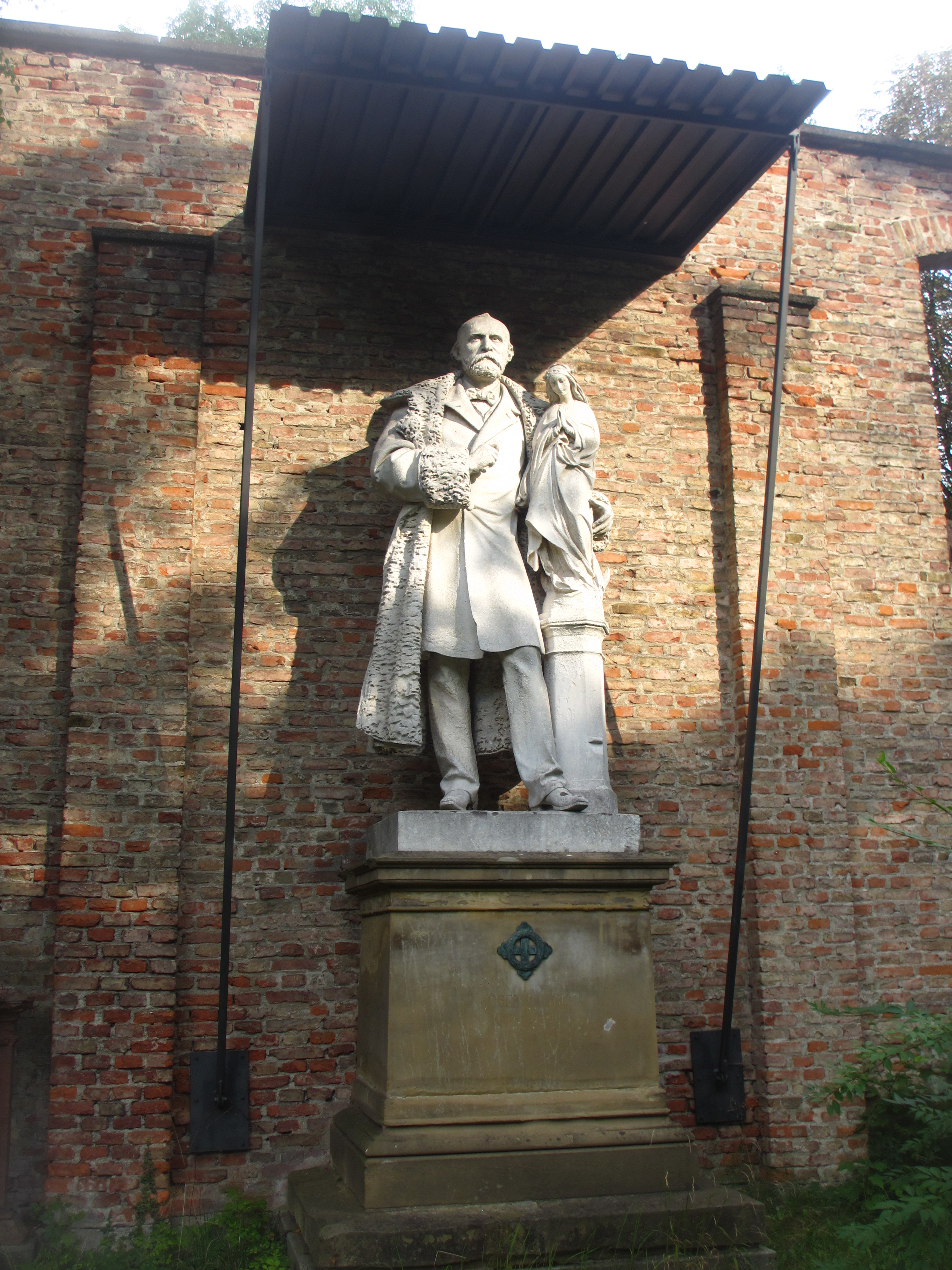
Grab von Joseph Knabl auf dem Alten Südlichen Friedhof in München

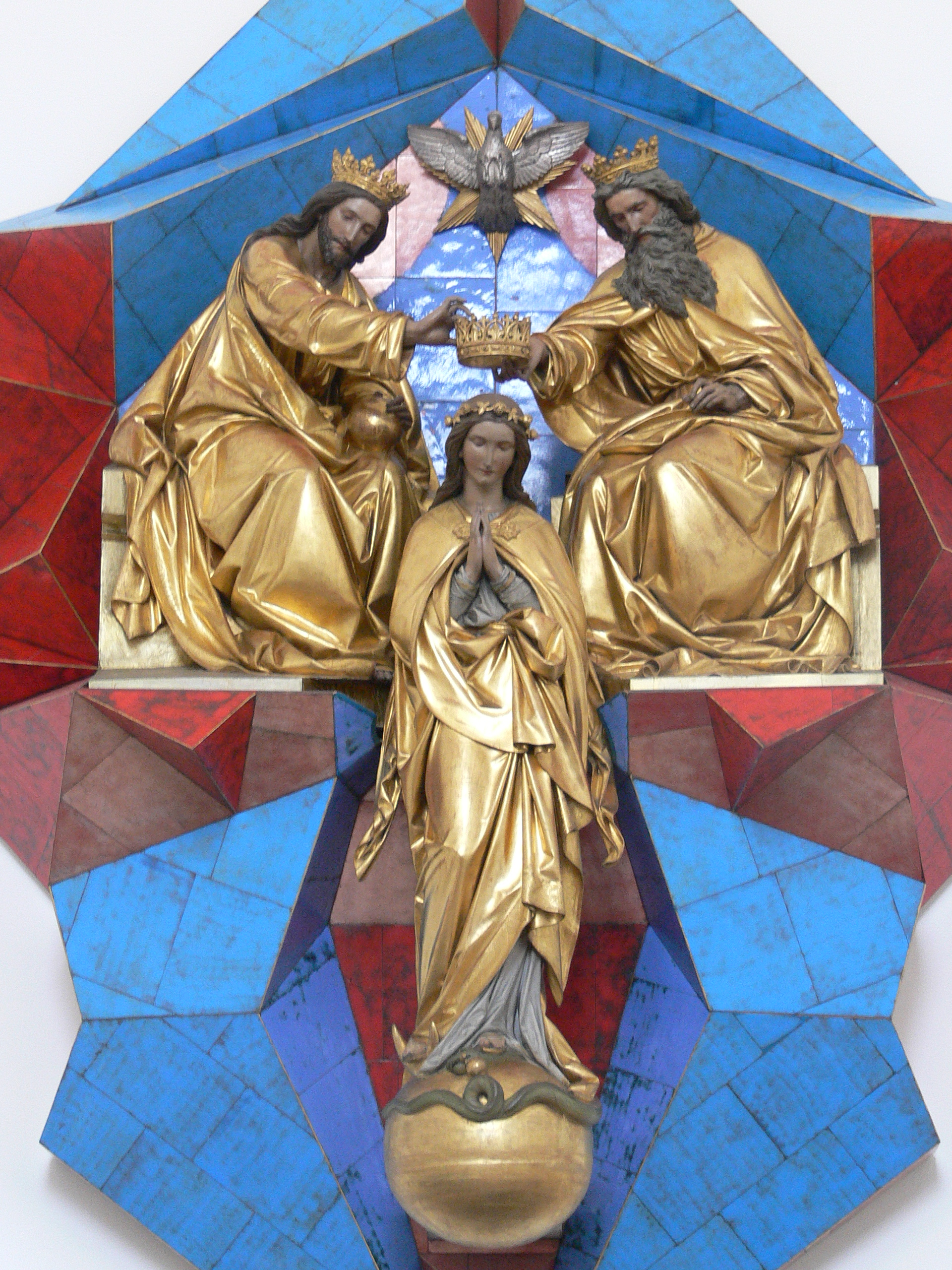
Joseph Knabl: Marienkrönung, 1863
(vor modern umgestaltetem Hintergrund; Votivkirche, Passau)

 Joseph Knabl (* 17. Juli 1819 in Fließ (Tirol); † 3. November 1881 in München) war ein österreichischer Bildhauer und Professor an der Königlichen Akademie der bildenden Künste in München.

## Leben und Werk
Joseph Knabl, der Sohn eines Bauern, absolvierte von 1834 bis 1837 eine Bildschnitzerlehre beim Imster Bildhauer Franz Xaver Renn. Danach ging er nach München, wo er eine Beschäftigung bei Joseph Otto Entres fand und unter den künstlerischen Einfluss des Bildhauers Konrad Eberhard geriet, in dessen Atelier er einige Zeit tätig war. Nach Bildhauertätigkeit im Atelier von Anselm Sickinger unternahm er 1854 eine Studienreise nach Tirol, Württemberg und ins Rheinland. 1856 übertrug ihm der Münchner Verein für Ausbildung der Gewerke eine Lehrerstelle an der vereinseigenen Modellierschule. Zwei Jahre später berief ihn Joseph Gabriel Mayer zum künstlerischen Leiter der von ihm begründeten Mayer’schen Hofkunstanstalt. In dieser Position schuf Knabl unzählige Modelle und Zeichnungen und verschaffte zahlreichen seiner Schüler eine Beschäftigung an der Kunstanstalt. 1862 wurde er auf den neu geschaffenen Lehrstuhl für Christliche Plastik an die Münchner Königliche Kunstakademie berufen.
Die Grabstätte von Joseph Knabl befindet sich auf dem Alten Südlichen Friedhof in München (Neu Arkaden Platz 47 bei Gräberfeld) Standort.
Zu seinen Münchner Hauptwerken gehören die „Krönung Mariä“ im Hochaltar der Frauenkirche sowie die „Taufe Christi“ für den Hochaltar der St. Johannes-Kirche im Stadtteil Haidhausen.
Knabl war Mitglied des Münchner Vereins für Christliche Kunst. Für seine Leistungen wurde er mit dem Bayerischen Verdienstorden vom hl. Michael und dem preußischen Kronenorden ausgezeichnet. Die Kunstakademien in München, Düsseldorf und Wien ernannten ihn zu ihrem Ehrenmitglied.
Der Maler Karl Knabl war Joseph Knabls Sohn.

## Würdigung
Anlässlich seines 200-jährigen Geburtstags wird das Gesamtwerk des Künstlers in der Heimatgemeinde Fließ ausgestellt. Für die Ausstellung zeichnet der Museumsverein Fließ verantwortlich.

## Werke (Auswahl)
- Mergentheim, Stadtpfarrkirche: Kolossalgruppe Taufe Christi (1852)
- Augsburger Dom: Mehrere Figuren (1854)
- Velden, Pfarrkirche: 13 lebensgroße Figuren des Heilands und der Apostel (1855)
- Eichstätter Dom: Statue der heiligen Anna (1858)
- Passau, Votivkirche: Marienkrönung (1863)
- Rottenburger Dom: Mehrere Figuren (1867)
- Bamberg, St.-Jakobs-Kirche: Altar mit Christus am Kreuz, Maria und Johannes (1878)
- Burg Trausnitz, Georgskapelle: Heilige Maria als Patrona Bavariae mit dem Jesuskind. Vor ihr kniend König Ludwig II. als Großmeister des St.-Georgs-Ordens (1871)
- Kienberg, Pfarrkirche St. Martin: Hochaltar, Seitenaltäre, Kommunionbank und Kanzel sowie die Figuren der Immakulata, Herz Jesu und des hl. Martin von Tours (1854)